# 広瀬和雄
広瀬 和雄（ひろせ かずお、1947年6月8日 - ）は、日本の考古学者、国立歴史民俗博物館・総合研究大学院大学名誉教授。主たる研究領域は、弥生時代・古墳時代の政治構造。

## 略歴・研究領域
京都市生まれ。
- 1970年（昭和45年）同志社大学商学部を卒業。
- 1975年（昭和50年）には大阪府教育委員会に入り、文化財保護課技師として府内の考古遺跡の発掘調査にたずさわった。
- 1991年（平成3年）大阪府立弥生文化博物館の学芸課長
- 1997年（平成9年）奈良女子大学文学部教授
- 1999年（平成11年）同大学院の人間文化研究科教授
- 2004年（平成16年）以降は国立歴史民俗博物館研究部教授
- 2004年文学博士（大阪大学）を取得。論文の題は「古墳時代政治構造の研究」[2]。
- 2005年（平成17年）4月からは総合研究大学院大学教授（文化科学研究科日本歴史研究専攻）を併任している。

近年の主要な研究テーマは古墳時代の政治構造や観念領域の研究である。日本列島各地に展開した前方後円墳の特質として「見えるかたちでの死者の王権」としての可視性、形状における斉一性、そして、墳丘規模に顕現する階層性の3点を掲げ、前方後円墳を、大和政権を中心とした首長層ネットワークすなわち「前方後円墳国家」と呼ぶべき国家の表象であると論じて、国家の成立を「利益共同体」という従来にない観点から説明した。2003年（平成15年）3月の研究集会「弥生時代の実年代」にも参加した。その著『日本考古学の通説を疑う』では、固定化された考古学の定説に対して数々の問題提起をおこなっている。

## 見解
- 桜井茶臼山古墳とメスリ山古墳に関して、研究者の間では大王墓と見るのが主流であるが、大王墓の系列から除外する考えを有している[3]。なお、桜井茶臼山古墳に関しては、石野博信も、「その被葬者は大王一族ではない別の有力者だった可能性がある」と指摘しており[4]、大王墓と見るのが主流であっても、大王墓説が有力説ではない事に注意がいる。
- 大陸の墓制にある霊肉二元論の観念を古墳時代前・中期（5世紀前半まで）の首長層はもっておらず、東アジアの墓制の中で、日本は異色の様相を呈し続けていたと論じている[5]。その論拠の一つとして、食器を副葬するようになったのが5世紀中頃以降であり、横穴式石室や須恵器の技術が渡来した時期と合致している。
- 遅くとも4世紀後半頃には前方後円墳国家と金官伽耶が政治同盟を結んでいたとみている[6]。倭の儀礼用の武器・武具が伽耶地域から出土するのも、同盟を組んだ際に渡したものと推測している。

## 著書
- 『前方後円墳国家』角川選書、2003年／中公文庫、2017年 ISBN 978-412-206369-3
- 『日本考古学の通説を疑う』洋泉社新書y 2003年 ISBN 4-89-691772-3
- 『古墳時代政治構造の研究』塙書房、2007年 ISBN 4-82-731213-3
- 『前方後円墳の世界』岩波新書、2010年 ISBN 978-4-00-431264-2
- 『カミ観念と古代国家』角川学芸出版・角川叢書、2010年 ISBN 978-4-04-702149-5
- 『古墳時代像を再考する』同成社、2013年 ISBN 978-488621-638-0
- 『前方後円墳とはなにか』中央公論新社・中公叢書、2019年

### 共著
- 宇垣匡雅・大久保徹也・藤沢敦・中井正幸・岸本道昭共著『古墳時代の政治構造―前方後円墳からのアプローチ』青木書店、2004年, ISBN 978-4250204104
- 小笠原好彦・菅谷文則・鈴鹿千代乃・平林章仁・河上邦彦・和田萃『三輪山と古代の神まつり―大和王権発祥の地から古代日本の謎を解く』学生社、2008年, ISBN 978-4311203213

### 編著
- 『縄紋から弥生への新歴史像』編著 角川選書、1997年, ISBN 978-4048210546
- 『日本古代 都市と神殿の誕生』編著 新人物往来社、1998年, ISBN 978-4404026361
- 『季刊考古学別冊10 丹後の弥生王墓と巨大古墳』雄山閣出版、2000年, ISBN 978-4639016977
  - 『―14 畿内の巨大古墳とその時代』雄山閣、2004年, ISBN 978-4639018704
  - 『―22 中期古墳とその時代』雄山閣、2015年, ISBN 978-4639026013
- 『前方後円墳とちりめん街道―地域史から日本史へ』昭和堂、2005年, ISBN 978-4812204276
- 『考古学の基礎知識』編著 角川選書、2007年, ISBN 978-4047034099
- 『知識ゼロからの古墳入門』幻冬舎、2015年 ISBN 978-4344902923

### 共編著
- 小路田泰直共編『日本古代王権の成立』青木書店、2002年, ISBN 978-4-25-020216-2
- 小路田泰直共編『古代王権の空間支配』青木書店、2003年, ISBN 4-25-020307-7
- 小路田泰直共編『弥生時代千年の問い』ゆまに書房<いさな草書>、2003年。ISBN 4-84-330997-4
- 小路田泰直共編著『王統譜』青木書店、2005年, ISBN 978-4250205231
- 伊庭功共編『弥生の大型建物とその展開―日本考古学協会2003年度滋賀大会シンポジウム 1』サンライズ出版、2006年。ISBN 4-88-325293-0
- 国立歴史民俗博物館共編『歴博フォーラム 弥生時代はどう変わるか―炭素14年代と新しい古代像を求めて』学生社、2007年 ISBN 4-31-130067-0
- 池上悟共編『季刊考古学別冊15 武蔵と相模の古墳』雄山閣、2007年
  - 梅本康広共編『―26 畿内乙訓古墳群を読み解く』雄山閣、2018年
- 仁藤敦史共編『支配の古代史』学生社、2008年, ISBN 4-31-130070-0
- 『前方後円墳の終焉』太田博之共編 雄山閣 2010年, ISBN 978-4639021568
- 『講座日本の考古学 7・8 古墳時代』和田晴吾共編 青木書店 2011年
- 『講座畿内の古代学 1・2』山中章・吉川真司共編 雄山閣 2018年

### 監修
- 栗山雅夫編『黄泉之国再見―西山古墳街道』六一書房<考古学リーダー>、2006年 ISBN 4-94-774344-1

## 主要論文
- 『大王墓の系譜とその特質-上-』 考古学研究 34(3), p23-46, 1987-12, NAID 40001203166
- 『西瀬戸内の弥生都市・文京遺跡』 考古学研究 45(1), 9-13, 1998-06, NAID 40001203536
- 『「神殿論批判」への反論』 考古学研究 46(3), 1-5, 1999-12, NAID 40001203583
- 『新しい弥生開始年代の意義 (特集2 弥生時代をどうみるか)』 東アジアの古代文化 (117), 141-150, 2003, NAID 40006016680
- 『展望 埋蔵文化財行政はなぜ可能か!』 考古学研究 50(1), 11-17, 2003-06, NAID 40005873666
- 『日本考古学の通説を疑う(4)前方後円墳とはなにか』 論座 (98), 204-213, 2003-07, NAID 40005783491
- 広瀬和雄「古墳時代政治構造の研究」大阪大学 博士 (文学), 乙第8906号、2004年。
- 『古墳の周濠の意義』 奈良大学大学院研究年報 13号, 174-178, 2008-03, NAID 120003501393
- 『古代観の転換に向けての一考察 : 弥生時代に「自給自足」社会は存在したか』 日本史の方法 7, 52-77, 2008-05-05, NAID 110006967343
- 『古墳時代は律令国家の前史か?』 東アジアの古代文化 (137), 263-265, 2009-01, NAID 40016441398
- 『壱岐島の後・終末期古墳の歴史的意義--6・7世紀の外交と「国境」』 国立歴史民俗博物館研究報告 158, 107-141[含 英語文要旨], 2010-03, NAID 40017080008
- 『体系的な古墳時代像を求めて (特集 古墳時代を体系的にみる)』 季刊考古学 (117), 14-17, 2011-11, NAID 40019049640
- 『東京湾岸・｢香取海｣沿岸の前方後円墳 : 5-7世紀の東国統治の一事例』 国立歴史民俗博物館研究報告 167(-), 67-112, 2012-01, NAID 40019198901
- 『多摩川流域の後・終末期古墳 : 7世紀における東国地域の一動態』 国立歴史民俗博物館研究報告 170, 19-67, 2012-03, NAID 40019337082
- 『共同研究の経緯と概要 (新しい古代国家像のための基礎的研究)』 国立歴史民俗博物館研究報告 179, 1-8, 2013-11, NAID 40019931456
- 『特集クローズアップ 畿内の王権と巨大前方後円墳 (特集 古代王権と古墳の謎)』 歴史読本 60(1), 112-123, 2015-01, NAID 40020278987

### 共著
- 後藤直、広瀬和雄、『総括 (第3回歴博国際シンポジウム 東アジアにおける農耕社会の形成と文明への道) -- (3部 文明への道(2)世界観・国家)』 国立歴史民俗博物館研究報告 119, 425-428, 2004-03, NAID 40006273683